# Алачуеј (Флорида)
Алачуеј (енгл. Alachua) град је у америчкој савезној држави Флорида. По попису становништва из 2010. у њему је живело 9.059 становника.

## Демографија
Према попису становништва из 2010. у граду је живело 9.059 становника, што је 2.961 (48,6%) становника више него 2000. године.
| Група             | 2000.         | 2010.         |
| Белци             | 3.981 (65,3%) | 6.098 (67,3%) |
| Афроамериканци    | 1.773 (29,1%) | 1.939 (21,4%) |
| Азијати           | 68 (1,1%)     | 199 (2,2%)    |
| Хиспаноамериканци | 220 (3,6%)    | 628 (6,9%)    |
| Укупно            | 6.098         | 9.059         |